# Saint-Sozy

Saint-Sozy este o comună în departamentul Lot din sudul Franței. În 2009 avea o populație de 498 de locuitori.

## Evoluția populației
| An        | 1975 | 1982 | 1990 | 1999 | 2006 | 2009 |
| --------- | ---- | ---- | ---- | ---- | ---- | ---- |
| Populație | 407  | 424  | 430  | 471  | 513  | 498  |